# Albert Finney
Albert Finney (født 9. maj 1936, død 7. februar 2019) var en engelsk skuespiller. Han modtog fem oscarnomineringer, men vandt aldrig. Han var fra 1970 til 1978 gift med den franske skuespillerinde Anouk Aimée.

## Udvalgte film
- The Entertainer (1960)
- Saturday Night and Sunday Morning (1960)
- Tom Jones (1963)
- Annie (1982)
- The Dresser (1983)
- Under the Volcano (1984)
- Miller's Crossing (1990)
- The Browning Version (1994)
- Simpatico (1999)
- Erin Brockovich (2000)
- Traffic (2000)
- Big Fish (2003)
- The Bourne Ultimatum (2007)